# Porcupine n.º 395
Porcupine n.º 395 es un municipio rural canadiense situado en la provincia de Saskatchewan.

## Superficie
Porcupine n.º 395 tiene una superficie de 2316,38 km².

## Demografía
En 2021, tenía 736 habitantes, una densidad poblacional de 0,3 hab./km², y 463 viviendas.